# 斯托罗热韦
斯托罗热韦，或按俄语名译为斯托罗热沃耶（俄语：Сторожевое），是乌克兰東部顿涅茨克州沃尔诺瓦哈区大諾沃西爾卡市鎮内的村庄。

## 历史
2022年3月，该村在俄乌战争初期被俄军占领，随后于2023年乌克兰反攻期间被乌克兰军队收复。但在2024年12月再度被俄军占领。

## 人口统计
根据2001年烏克蘭人口普查，该村的人口为96人。该村人口的母语比率占比：
- 乌克兰语：86.46%
- 俄语：13.54%